# アナトリー・タラソフ
アナトリー・ウラジーミロヴィチ・タラソフ(ロシア語: Анато́лий Влади́мирович Тара́сов、英語: Anatoli Vladimirovich Tarasov ; 1918年12月10日 - 1995年6月23日、) は、ソビエト連邦モスクワ生まれのアイスホッケーとサッカーの選手であり、後に監督となった。
ブリタニカ百科事典によれば「ロシアアイスホッケーの父」と呼ばれ、アイスホッケーソビエト連邦代表を国際大会で無敵のチームに育てあげた。ソビエト連邦代表チームを1964年、1968年、1972年の3度の冬季オリンピックで優勝に導き、1963年から1971年まで世界選手権で連覇を成し遂げた。
フィギュアスケートのコーチであるタチアナ・タラソワの父である。